# Kelarabad
Kelārābād (farsi کلارآباد) è una città dello shahrestān di 'Abbāsābād, circoscrizione di Kelarabad, nella provincia del Mazandaran in Iran. Aveva, nel 2006, una popolazione di 5.457 abitanti.